# Stammliste des Hauses Romanow
Stammliste des Hauses Romanow
1. Anastassija Romanowna Sacharjina (um 1523–1560), ⚭ Zar Iwan IV. (Russland) (1530–1584), gen. der Schreckliche (siehe Stammliste der Rurikiden)
2. Nikita Romanow († 1586) ⚭ Eudokia Gorbaty-Schuiski
  1. Philaret von Moskau, geboren Fjodor Nikititsch Romanow (1553–1633), 1619–1633 Patriarch von Moskau, ⚭ Xenia Shestova (1560–1631)
    1. Michael I. (Russland) (1596–1645), 1613–1645 Zar von Russland, ⚭ I. 1624 Maria Dolgorukaja; ⚭ II. 1626 Jewdokia Streschnewa
      1. Irina (1627–1679)
      2. Pelageja (1628–1629)
      3. Alexei I. (Russland) (1629–1676), 1645–1676 Zar von Russland, ⚭ I. 1647 Maria Iljinitschna Miloslawskaja; ⚭ II. 1671 Natalja Naryschkina
        1. (I.) Dimitri (1648–1649)
        2. (I.) Jewdokija (1650–1712)
        3. (I.) Marfa (1652–1707)
        4. (I.) Alexej (1654–1670)
        5. (I.) Anna (1655–1659)
        6. (I.) Jewdokija (1656–1718)
        7. (I.) Sofia Alexejewna (Russland) (1657–1704), 1682–1689 Regentin von Russland
        8. (I.) Katharina (1658–1718)
        9. (I.) Maria (1660–1723)
        10. (I.) Fjodor III. (Russland) (1661–1682), 1676–1682 Zar von Russland, ⚭ 1680 Agafia Gruschezkaja; ⚭ II. 1681 Marfa Matwejewna Apraxina
          1. (I.) Ilja (*/† 1681)

        11. (I.) Feodossija (1662–1713)
        12. (I.) Simeon (1665–1669)
        13. (I.) Iwan V. (Russland) (1666–1696), 1682–1696 Zar von Russland, ⚭ Praskowja Fjodorowna Saltykowa (1664–1723)
          1. Maria (1689–1692)
          2. Feodossija (1690–1691)
          3. Katharina Iwanowna (1691–1733), ⚭ Karl Leopold (Mecklenburg) (1678–1747) 
            1. Anna Leopoldowna (1718–1746) ⚭ Anton Ulrich von Braunschweig-Wolfenbüttel (1714–1774)
              1. Iwan VI. (Russland) (1740–1764), 1740–1741 Kaiser von Russland (siehe Welfen)

          4. Anna (Russland) (1693–1740), 1730–1740 Kaiserin von Russland
          5. Praskowja (1694–1731)

        14. (I.) Jewdokija (*/† 1669)
        15. (II.) Peter I. (Russland) (1672–1725), „der Große“, 1682–1725 Zar und Kaiser von Russland, ⚭ I. Jewdokija Fjodorowna Lopuchina, ⚭ II. Katharina I. (Russland), 1725–1727 Kaiserin von Russland
          1. (I.) Alexei von Russland (1690–1718), bis zu seinem Tod Zarewitsch, ⚭ 1712 Charlotte Christine von Braunschweig-Wolfenbüttel (1694–1715)
            1. Natalja (1714–1728)
            2. Peter II. (Russland) (1715–1730), 1727–1730 Kaiser von Russland

          2. (I.) Alexander (1691–1692)
          3. (I.) Paul (1693)
          4. (II.) Anna Petrowna (1708–1728) ⚭ Karl Friedrich (Schleswig-Holstein-Gottorf), Begründer des Hauses Romanow-Holstein-Gottorp (Stammliste des Hauses Romanow-Holstein-Gottorp).
          5. (II.) Elisabeth (Russland) (1709–1762), 1741–1762 Kaiserin von Russland

        16. (II.) Natalja Alexejewna Romanowa (1673–1716)
        17. (II.) Feodora (1674–1675)

      4. Anna (1630–1692)
      5. Marfa (1631–1633)
      6. Iwan (1633–1639)
      7. Sofia (1634–1636)
      8. Tatjana (1636–1706)
      9. Jewdokija (*/† 1637)
      10. Wassili (*/† 1639)